# Federico Commandino

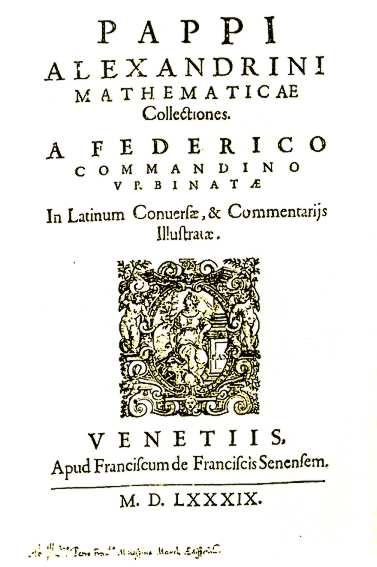
Version latine de la Collection mathématique de Pappus d'Alexandrie (1589)

Federico Commandino (né en 1509 à Urbino, dans la province de Pesaro et Urbino, dans la région des Marches – mort le 3 septembre 1575 à Urbino), est un humaniste et mathématicien italien, qui, à la Renaissance, fut le principal traducteur et restaurateur des œuvres scientifiques de l'Antiquité.

## Biographie
Commandino est né dans le duché d'Urbino, citadelle qui devint, aux mains de la famille Della Rovere, un centre militaire et culturel majeur dans l'Italie de la Renaissance. Son père, Giovan Battista Commandino, était un architecte réputé, et sa mère Laura Benedetti lisait le latin. En 1530 son maître de mathématiques entra au service du cardinal Niccolò Ridolfi, intéressé par les mathématiques, chasseur de manuscrits et possesseur d'une riche bibliothèque.
Il étudia la médecine à l'université de Padoue (1534) puis à celle de Ferrare (1544), cursus qui lui permit certainement d'acquérir des connaissances poussées de géométrie et d'astronomie ; la médecine le déçut et il l'abandonna. À son retour à Urbino en 1546, il fut pris par le duc Guidobaldo II della Rovere comme professeur de mathématiques.
L'éditeur vénitien Paul Manuce, soucieux de concurrencer les éditions bâloises, demanda à Federico Commandino de réviser :
- l'édition Grynæus du texte grec du Planisphæra de Ptolémée (1538),
- les œuvres d'Archimède compilées chez Herwagen par l'humaniste Thomas Gechauff dit Venatorius (1544).

Commandino, s'appuyant sur ses connaissances mathématiques, produisit pour les deux collections une édition bilingue latin–grec accompagnée de commentaires (1558). Pour bien des termes grecs de géométrie, il dut rechercher un équivalent latin, s'appuyant sur les rares indices trouvés chez Cicéron, Vitruve et Frontin et créant de toutes pièces en latin une terminologie mathématique qui s'imposa après lui.
En 1563, le prince héritier François Marie II della Rovere avait rappelé Commandino à la cour ducale pour qu'il y poursuive l'enseignement dispensé à son père quelques années plus tôt. Là, il se lia avec Le Tasse et le philosophe Bernardino Baldi, mais n'interrompit pas pour autant son prodigieux travail de traduction et de critique textuelle.
Les fatigues et les dangers du voyage vers Venise incitèrent Commandino à travailler avec une imprimerie plus proche d'Urbino : en effet, il était d'usage dans les débuts de l'imprimerie que l'auteur relise les épreuves de son texte dans une salle attenante aux ateliers de presse, ce qui pouvait durer plusieurs semaines. Sous le patronage du duc d'Urbino, Commandino obtint en 1565 la création d'une imprimerie dans la ville voisine de Pesaro, où ses œuvres seront désormais publiées.
Le succès de ses traductions commentées fit rapidement de Commandino une célébrité, et nombre de chercheurs, comme l'Anglais John Dee, prirent le chemin d'Urbino pour le rencontrer et solliciter son avis. Il correspondait par ailleurs avec Francesco Maurolico et enseigna les mathématiques au jeune Guidobaldo del Monte.

## Œuvres
Commandino édita :

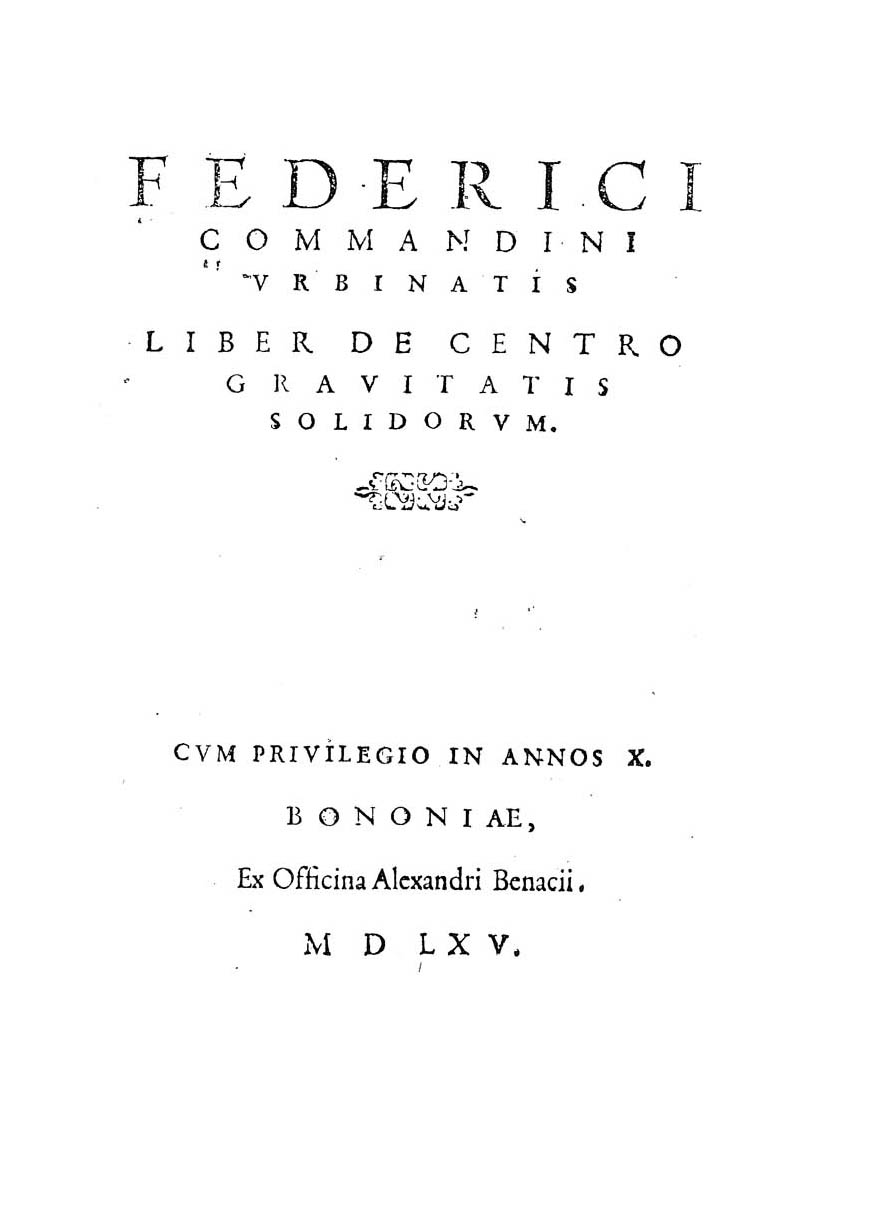
Liber de centro gravitatis solidorum, 1565

- les œuvres d'Archimède (à l'exception du Traité des corps flottants, dont il ne retrouva pas de manuscrit grec, et du traité De la méthode, découvert bien plus tard),
- les œuvres de Héron d'Alexandrie,
- l'Almageste et la Petite Astronomie de Ptolémée,
- les Éléments d'Euclide,
- les Coniques d'Apollonios de Perga,
- le traité Des Distances relatives du Soleil et de la Lune d'Aristarque de Samos,
- la Collection mathématique de Pappus d'Alexandrie.

Grâce à ses connaissances mathématiques, Commandino améliora de manière décisive les éditions antérieures de Zamberti (pour Euclide), de Giorgio Valla (pour Archimède), d'Hermannus Secundus (pour Ptolémée). Ses traductions firent autorité jusqu’à la parution de la Bibliotheca teubneriana au XIXe siècle. C'est d'elles que Stevin, Galilée, Descartes, Fermat, Huygens, Wallis, Newton se servirent.